# خوسيه لوبيز ألفونسو
خوسيه لوبيز ألفونسو (بالإنجليزية: Jose-Alfonso López)‏ مواليد 22 يونيو 1952 في بوغوتا، هو دراج كولومبي سابق.

## روابط خارجية
- خوسيه لوبيز ألفونسو على موقع أرشيف الدراجات (الإنجليزية)
- خوسيه لوبيز ألفونسو على موقع إحصائيات الدراجات الإحترافية (الإنجليزية)